# Museo Nacional de Kioto
El Museo Nacional de  Kioto (京都国立博物館 'Kyōto Kokuritsu Hakubutsukan'?) es uno de los tres museos imperiales de arte de Japón. El museo se encuentra en la ciudad de Kioto, en el distrito Higashiyama-ku. Su colección se centra en el arte japonés y asiático premoderno. 

## Historia
El Museo Nacional de Kioto, anteriormente Museo Imperial de Kioto, fue fundado a finales del siglo XIX. A principios del Período Meiji, la occidentalización que experimentó el país hizo que se minusvaloraran las tradiciones japonesas, su arte y cultura. Por ello, en 1889 se tomó la decisión de construir tres museos imperiales, con el fin de recopilar y preservar la herencia cultural japonesa. Los otros dos museos serían el Museo Imperial de Tokio y el Museo Imperial de Nara. La construcción comenzó en 1892, según el diseño del arquitecto Tokuma Katayama, y se prolongó hasta 1895. En 1897 se inauguró la primera exposición.
El museo cambió varias veces de nombre. En 1900, el nombre original se sustituyó por Museo de la Casa Imperial de Kioto. En 1924, tras ser donado a la ciudad de Kioto, se cambió por Museo Onshi Imperial de Kioto. El nombre actual, Museo Nacional de Kioto, data de 1952, cuando el museo volvió a convertirse en una institución nacional, bajo la supervisión del Comité para la Preservación de los Bienes Culturales. Desde 2001 el museo depende de una institución gubernamental independiente que gestiona los Museos Nacionales, al que en 2005 se unió el Museo Nacional de Kyushu.
El edificio original ha ido creciendo con los años. La sala principal hoy está destinada a exhibiciones especiales. La colección permanente se trasladó en 1965 a unas nuevas dependencias, diseñadas por el arquitecto Keiichi Morita. En 1980 se añadió el Centro de Conservación de Bienes Culturales. En 1981 se inauguró el Centro de Investigación de los Archivos Culturales. Entre 1994 y 2001 se lleavaron a cabo varias obras de renovación de los accesos. En 2002 comenzó la construcción de un nuevo almacén y una biblioteca, como parte de un proyecto de reforma integral. En 1969, el edificio original, la entrada principal y la zona de billetes fueron declarados Bienes Culturales.

## Colecciones
El museo se fundó para albergar los tesoros artísticos particulares de los templos, así como otros bienes del Ministerio de la Casa Imperial. Actualmente, la mayoría de los objetos siguen perteneciendo a sus propietarios originales y se encuentran expuestos en préstamo.
La colección se divide en tres grandes áreas:
- Bellas Artes, que incluye esculturas, pinturas y trabajos de Shodō (caligrafía japonesa).
- Artesanía manual, que abarca la cerámica, tejidos, lacados y orfebrería.
- Arqueología, que contiene diversos objetos arqueológicos de interés.

La colección del museo comprende 12.000 obras, de las cuales alrededor de 6.000 están expuestas al público. Los archivos fotográficos contienen 200.000 negativos fotográficos y transparencias. Solo en la colección de Bellas Artes hay más de 230 objetos declarados "Tesoro Nacional" o "Bien Cultural Importante".
La colección está centrada principalmente en el arte japonés y asiático premoderno. Se dice que posee la mayor colección de artefactos del periodo Heian. También posee antiguos sutras chinos y japoneses. Entre sus obras más conocidas están senzui byōbu, del siglo XI y el gakizōshi, del siglo XII.